# Xuân Tâm (xã)
Xuân Tâm là một xã thuộc huyện Xuân Lộc, tỉnh Đồng Nai, Việt Nam.
Xã Xuân Tâm có diện tích 12,63 km², dân số năm 2015 là 27.057 người, mật độ dân số đạt 955 người/km². Đây còn là một nơi làm đồ gốm..

## Hành chính
Xã Xuân Tâm được chia thành 10 ấp: 1, 2, 3, 4, 5, 6, 7, Bằng Lăng, Gia Ui, Suối Đục.

## Lịch sử
Trước đây, xã Xuân Tâm được chia thành 4 ấp: 1, 2, 3, 4. 
Ngày 6 tháng 11 năm 2006, Uỷ ban Nhân dân tỉnh Đồng Nai ban hành Quyết định 9536/QĐ-UBND, trong đó điều chỉnh ranh giới 4 ấp ban đầu để thành lập 9 ấp mới: 1, 2, 3, 4, 5, 6, 7, Gia Ui, Suối Đục. 
Ngày 29 tháng 12 năm 2016, Uỷ ban Nhân dân tỉnh Đồng Nai ban hành Quyết định 4546/QĐ-UBND, trong đó thành lập ấp Bằng Lăng trên cơ sở một phần diện tích ấp 2. 